# Torquato Taramelli

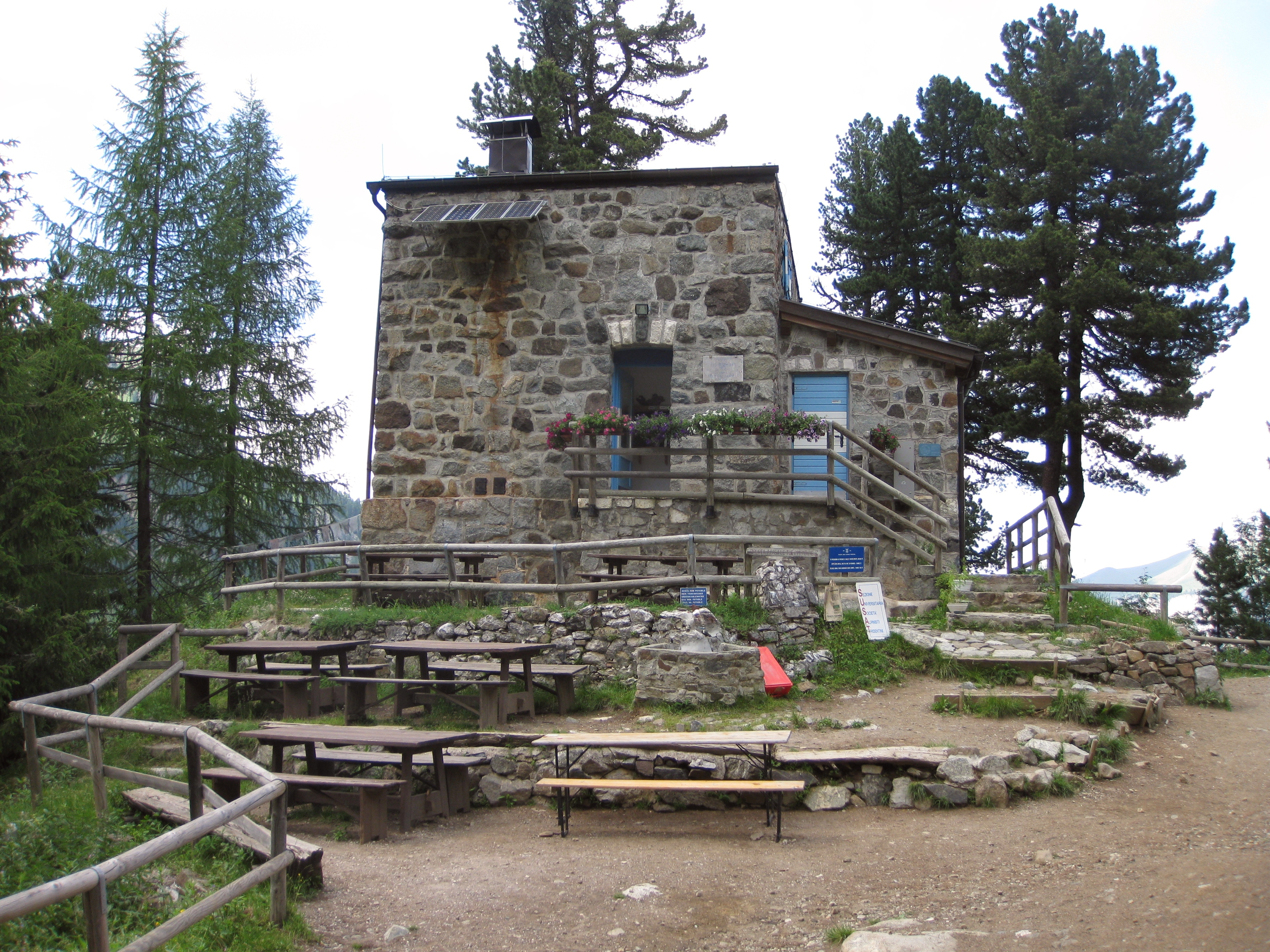
Rifugio Monzoni Torquato Taramelli

Torquato Taramelli (Bergamo, 15 ottobre 1845 – Pavia, 31 marzo 1922) è stato un geologo italiano.

## Biografia
Compiuti i quattro anni di studio universitario a Pavia, come alunno del Collegio Ghislieri, ottenne la laurea in Scienze Naturali a Palermo, divenendo poi assistente di Antonio Stoppani al Politecnico di Milano. Dopo la partecipazione alla terza guerra d'indipendenza, divenne professore di Storia Naturale nell'Istituto Tecnico di Udine. Dedicò i suoi studi al territorio del Friuli, dove divenne anche fondatore e presidente della Società Alpina Friulana, sezione locale del Club Alpino Italiano, nel 1874.
Nello stesso anno divenne professore presso l'Università di Genova, trasferendosì però già nel 1875 all'Università di Pavia, come professore straordinario di Mineralogia e Geologia (ordinario dal 1878). Negli anni successivi insegnò anche Paleontologia e Geologia applicata e materiali da costruzione per il primo anno della Scuola di Applicazione per gli ingegneri, allora attivo a Pavia. Fu rettore dell'Università di Pavia tra il 1888 e il 1891.
Fondò l'Istituto geologico italiano, presiedette la Società geologica italiana, fu membro fondatore della Società sismologica Italiana, membro della Commissione reale geodinamica e, dal 1887, al Ministero dell'agricoltura, dell'industria e del commercio, prese parte al consiglio direttivo dell'Ufficio centrale di meteorologia e geodinamica, dove organizzò una rete di osservatori geodinamici.
Tra i suoi lavori più importanti è la Carta geologica d'Italia e i suoi studi in sismologia, dedicati ai campi macrosismici di alcuni eventi tellurici importanti. A partire dalla fine dell'Ottocento fino alla morte, diede un contributo rilevante a progetti di grandi opere di ingegneria civile e di sviluppo dell'agricoltura. Il gruppo di geologi di cui fece parte diede origine alla cosiddetta "nuova geologia", che portò la geologia italiana ai livelli europei.
Suo figlio, Antonio Taramelli, è noto per le ricerche archeogeologiche svolte in Sardegna, tra la fine dell'Ottocento e i primi del Novecento.

## Intitolazioni
- Da Torquato Taramelli prende nome il minerale taramellite.
- La città di Pavia ha dedicato a Torquato Taramelli un viale nei pressi dell'ospedale Policlinico San Matteo e il liceo scientifico T. Taramelli.
- A lui è stata dedicata un'aula del dipartimento di Scienze Geologiche dell'Università di Milano, posta in via Luigi Mangiagalli.
- Dopo l'annessione dell'Alto Adige da parte dell'Italia, una via del capoluogo di Bolzano è stata nominata Via Torquato Taramelli.
- In suo onore il Rifugio Monzoni Torquato Taramelli della Società degli alpinisti tridentini porta il suo nome[1].